# Torre Angela (métro de Rome)
Torre Angela est une station du métro de Rome, située sur la ligne C.

## Situation sur le réseau
Établie en surface, la station Torre Angela est située sur la ligne C du métro de Rome, entre les stations Torrenova, en direction de Lodi, et Torre Gaia, en direction de Monte Compatri - Pantano.

## Histoire
La station Torre Angela est mise en service le 9 novembre 2014, lors de l'ouverture à l'exploitation de la section de Parco di Centocelle à Monte Compatri - Pantano.

## Lieux desservis
La station dessert l'Université de Rome « Tor Vergata ».